# Mecodina ruficeps
Mecodina ruficeps är en fjärilsart som beskrevs av George Francis Hampson 1895. Mecodina ruficeps ingår i släktet Mecodina och familjen nattflyn. Inga underarter finns listade i Catalogue of Life.